# Nukufetau
Nukufetau is een van de negen atollen van Tuvalu. Het atol bestaat uit 12 eilanden en 33 rotseilandjes en telt 586 inwoners (2002). Het enige plaatsje van de atol, Savave, ligt niet op het grootste eiland Motulalo, maar op het gelijknamige rotseilandje.

## Sport
Nukufetau heeft één voetbalteam, Tamanuku.
Eilanden:
Nanumanga ·
Niulakita ·
Niutao
Atollen:
Funafuti ·
Nanumea ·
Nui ·
Nukufetau ·
Nukulaelae ·
Vaitupu